# Viscosia abyssorum
Viscosia abyssorum är en rundmaskart som först beskrevs av Allgen 1933.  Viscosia abyssorum ingår i släktet Viscosia och familjen Oncholaimidae. Arten är reproducerande i Sverige. Inga underarter finns listade i Catalogue of Life.